# Swedish Open 2000 - Qualificazioni singolare
Le qualificazioni del singolare  dello  Swedish Open 2000 sono state un torneo di tennis preliminare per accedere alla fase finale della manifestazione. I vincitori dell'ultimo turno sono entrati di diritto nel tabellone principale. In caso di ritiro di uno o più giocatori aventi diritto a questi sono subentrati i lucky loser, ossia i giocatori che hanno perso nell'ultimo turno ma che avevano una classifica più alta rispetto agli altri partecipanti che avevano comunque perso nel turno finale.
Le qualificazioni del torneo Swedish Open 2000 prevedevano 32 partecipanti di cui 4 sono entrati nel tabellone principale.

## Teste di serie
1. Markus Hipfl (Qualificato)
2. Álex López Morón (primo turno)
3. Guillermo Cañas (Qualificato)
4. Sebastián Prieto (secondo turno)

1. Jan Frode Andersen (primo turno)
2. Eduardo Nicolas-Espin (ultimo turno)
3. Johan Settergren (secondo turno)
4. Marcelo Filippini (ultimo turno)

## Qualificati
1. Markus Hipfl
2. Timo Fleischfresser

1. Guillermo Cañas
2. Nicklas Timfjord

## Tabellone

### Legenda
| - Q = Qualificato - WC = Wild card - LL = Lucky loser | - ALT = Alternate - SE = Special Exempt - PR = Protected Ranking | - w/o = Walkover - r = Ritirato - d = Squalificato |

### Sezione 1
|  | Primo turno     | Primo turno       | Primo turno       | Primo turno | Primo turno |  |  | Secondo turno | Secondo turno     | Secondo turno     | Secondo turno     | Secondo turno |   |   | Ultimo turno | Ultimo turno | Ultimo turno | Ultimo turno | Ultimo turno |  |
|  |                 |                   |                   |             |             |  |  |               |                   |                   |                   |               |   |   |              |              |              |              |              |  |
|  | 1               | Markus Hipfl      | Markus Hipfl      | 6           | 6           |  |  |               |                   |                   |                   |               |   |   |              |              |              |              |              |  |
|  |                 | Johan Landsberg   | Johan Landsberg   | 4           | 4           |  |  | 1             | Markus Hipfl      | Markus Hipfl      | 6                 | 6             |   |   |              |              |              |              |              |  |
|  | Filip Prpic     | Filip Prpic       | Filip Prpic       | 7           | 6           |  |  |               | Filip Prpic       | Filip Prpic       | 3                 | 3             |   |   |              |              |              |              |              |  |
|  | Per Thornadsson | Per Thornadsson   | Per Thornadsson   | 6(1)        | 3           |  |  |               |                   |                   |                   |               |   |   | 1            | Markus Hipfl | 65           | 6            | 6            |  |
|  | Fredrik Giers   | Fredrik Giers     | Fredrik Giers     | 6           | 6           |  |  |               |                   | 8                 | Marcelo Filippini | 7             | 3 | 4 |              |              |              |              |              |  |
|  | Antonio Prieto  | Antonio Prieto    | Antonio Prieto    | 1           | 2           |  |  |               | Fredrik Giers     | Fredrik Giers     | 2                 | 3             |   |   |              |              |              |              |              |  |
|  | 8               | Marcelo Filippini | Marcelo Filippini | 6           | 7           |  |  | 8             | Marcelo Filippini | Marcelo Filippini | 6                 | 6             |   |   |              |              |              |              |              |  |
|  |                 | Robin Söderling   | Robin Söderling   | 2           | 6(1)        |  |  |               |                   |                   |                   |               |   |   |              |              |              |              |              |  |

### Sezione 2
|  | Primo turno         | Primo turno         | Primo turno      | Primo turno | Primo turno |  |  | Secondo turno       | Secondo turno       | Secondo turno       | Secondo turno  | Secondo turno  |   |   | Ultimo turno        | Ultimo turno        | Ultimo turno        | Ultimo turno | Ultimo turno |  |
|  |                     |                     |                  |             |             |  |  |                     |                     |                     |                |                |   |   |                     |                     |                     |              |              |  |
|  |                     | Uros Vico           | 5                | 6           | 6           |  |  |                     |                     |                     |                |                |   |   |                     |                     |                     |              |              |  |
|  | 2                   | Álex López Morón    | 7                | 4           | 3           |  |  | Uros Vico           | Uros Vico           | Uros Vico           | 3              | 0              |   |   |                     |                     |                     |              |              |  |
|  | Timo Fleischfresser | Timo Fleischfresser | 3                | 6           | 6           |  |  | Timo Fleischfresser | Timo Fleischfresser | Timo Fleischfresser | 6              | 6              |   |   |                     |                     |                     |              |              |  |
|  | Tobias Virdhage     | Tobias Virdhage     | 6                | 3           | 2           |  |  |                     |                     |                     |                |                |   |   | Timo Fleischfresser | Timo Fleischfresser | Timo Fleischfresser | 6            | 6            |  |
|  | Jan Hermansson      | Jan Hermansson      | Jan Hermansson   | 7           | 7           |  |  |                     |                     | Jan Hermansson      | Jan Hermansson | Jan Hermansson | 1 | 0 |                     |                     |                     |              |              |  |
|  | Jonas Fröberg       | Jonas Fröberg       | Jonas Fröberg    | 63          | 5           |  |  |                     | Jan Hermansson      | Jan Hermansson      | 6              | 6              |   |   |                     |                     |                     |              |              |  |
|  | 7                   | Johan Settergren    | Johan Settergren | 6           | 6           |  |  | 7                   | Johan Settergren    | Johan Settergren    | 4              | 4              |   |   |                     |                     |                     |              |              |  |
|  |                     | Henrik Andersson    | Henrik Andersson | 2           | 0           |  |  |                     |                     |                     |                |                |   |   |                     |                     |                     |              |              |  |

### Sezione 3
|  | Primo turno       | Primo turno           | Primo turno           | Primo turno       | Primo turno |  |  | Secondo turno | Secondo turno         | Secondo turno   | Secondo turno         | Secondo turno |   |   | Ultimo turno | Ultimo turno    | Ultimo turno | Ultimo turno | Ultimo turno |  |
|  |                   |                       |                       |                   |             |  |  |               |                       |                 |                       |               |   |   |              |                 |              |              |              |  |
|  | 3                 | Guillermo Cañas       | Guillermo Cañas       | 6                 | 6           |  |  |               |                       |                 |                       |               |   |   |              |                 |              |              |              |  |
|  |                   | Daniel Schalén        | Daniel Schalén        | 4                 | 1           |  |  | 3             | Guillermo Cañas       | Guillermo Cañas | 6                     | 6             |   |   |              |                 |              |              |              |  |
|  | Fredrik Loven     | Fredrik Loven         | Fredrik Loven         | 5                 | 6           |  |  |               | Fredrik Loven         | Fredrik Loven   | 4                     | 4             |   |   |              |                 |              |              |              |  |
|  | Adam Peterson     | Adam Peterson         | Adam Peterson         | 7                 | 4r          |  |  |               |                       |                 |                       |               |   |   | 3            | Guillermo Cañas | 2            | 6            | 6            |  |
|  | Mattias Hellstrom | Mattias Hellstrom     | Mattias Hellstrom     | Mattias Hellstrom | 6           |  |  |               |                       | 6               | Eduardo Nicolas-Espin | 6             | 1 | 2 |              |                 |              |              |              |  |
|  | Michael Tebbutt   | Michael Tebbutt       | Michael Tebbutt       | Michael Tebbutt   | 2r          |  |  |               | Mattias Hellstrom     | 0               | 6                     | 1             |   |   |              |                 |              |              |              |  |
|  | 6                 | Eduardo Nicolas-Espin | Eduardo Nicolas-Espin | 6                 | 6           |  |  | 6             | Eduardo Nicolas-Espin | 6               | 4                     | 6             |   |   |              |                 |              |              |              |  |
|  |                   | Robert Samuelsson     | Robert Samuelsson     | 0                 | 0           |  |  |               |                       |                 |                       |               |   |   |              |                 |              |              |              |  |

### Sezione 4
|  | Primo turno      | Primo turno        | Primo turno        | Primo turno | Primo turno |  |  | Secondo turno    | Secondo turno    | Secondo turno    | Secondo turno    | Secondo turno |   |   | Ultimo turno    | Ultimo turno    | Ultimo turno | Ultimo turno | Ultimo turno |  |
|  |                  |                    |                    |             |             |  |  |                  |                  |                  |                  |               |   |   |                 |                 |              |              |              |  |
|  | 4                | Sebastián Prieto   | Sebastián Prieto   | 6           | 6           |  |  |                  |                  |                  |                  |               |   |   |                 |                 |              |              |              |  |
|  |                  | Kalle Flygt        | Kalle Flygt        | 3           | 4           |  |  | 4                | Sebastián Prieto | Sebastián Prieto | 4                | 0             |   |   |                 |                 |              |              |              |  |
|  | Bjorn Rehnquist  | Bjorn Rehnquist    | Bjorn Rehnquist    | 6           | 6           |  |  |                  | Bjorn Rehnquist  | Bjorn Rehnquist  | 6                | 6             |   |   |                 |                 |              |              |              |  |
|  | Robert Lindstedt | Robert Lindstedt   | Robert Lindstedt   | 2           | 2           |  |  |                  |                  |                  |                  |               |   |   | Bjorn Rehnquist | Bjorn Rehnquist | 6            | 3            | 2            |  |
|  | Marcus Sarstrand | Marcus Sarstrand   | Marcus Sarstrand   | 6           | 6           |  |  |                  |                  | Nicklas Timfjord | Nicklas Timfjord | 2             | 6 | 6 |                 |                 |              |              |              |  |
|  | Eric Claesson    | Eric Claesson      | Eric Claesson      | 1           | 4           |  |  | Marcus Sarstrand | Marcus Sarstrand | Marcus Sarstrand | 3                | 5             |   |   |                 |                 |              |              |              |  |
|  |                  | Nicklas Timfjord   | Nicklas Timfjord   | 7           | 6           |  |  | Nicklas Timfjord | Nicklas Timfjord | Nicklas Timfjord | 6                | 7             |   |   |                 |                 |              |              |              |  |
|  | 5                | Jan Frode Andersen | Jan Frode Andersen | 63          | 4           |  |  |                  |                  |                  |                  |               |   |   |                 |                 |              |              |              |  |